# Paul Kammerer
Pour les articles homonymes, voir Kammerer.
Paul Kammerer, né le 17 août 1880 à Vienne, mort le 23 septembre 1926 à Puchberg am Schneeberg, est un biologiste et zoologiste autrichien.
Partisan de l'hérédité des caractères acquis, Kammerer tenta de convaincre la communauté scientifique de la réalité de ce processus censé rendre compte de l'évolution des espèces. À l'Institut de biologie expérimentale de Vienne, il conduisit à cet effet des expériences notamment sur les ciones, les salamandres et les crapauds accoucheurs.
Tandis que l'hypothèse de l'hérédité des caractères acquis, naguère soutenue aussi bien par Lamarck que Darwin, était  écartée par une majorité de chercheurs à la suite des travaux de Weismann et de Mendel, les recherches de Kammerer suscitent une polémique mondiale durant une quinzaine d'années. Débutant en 1910, celle-ci enjambe la première guerre mondiale et la dislocation de l'empire d’Autriche pour prendre fin en 1926 après qu'un article de G. Kingsley Noble eût porté une accusation implicite de fraude que sembla accréditer le  suicide consécutif de  Kammerer. La disqualification de la personne et des travaux du chercheur, portèrent un tort certain à l'hypothèse de l'hérédité des caractères acquis. L'enrôlement forcé du lamarkisme par Lyssenko contribua ensuite fortement à cette disgrâce.
Socialiste, moniste, pacifiste, Kammerer s'engagea intellectuellement et publiquement tandis que son pays traversait de grands bouleversements et que l'eugénisme puisait  des arguments dans les découvertes de la biologie. Amateur de musique, et musicien lui-même, il s’éprit d'Alma Mahler dont il fit une brève collaboratrice et qui à ce titre laissa des témoignages peu favorables à Kammerer.
Kammerer fut l'un des premiers scientifiques à s'intéresser systématiquement aux coïncidences, esquissant  le  concept de sérialité ou loi des séries, qui sera  repris de manière différente par la suite par le psychiatre Carl Gustav Jung, dans sa théorie de la synchronicité.
Pendant longtemps Kammerer n'a plus retenu l'attention des chercheurs que comme un exemple éclatant de fraudeur scientifique. La parution en 1971 du livre d'Arthur Koestler, contesté au moment de sa parution, L'Étreinte du crapaud, et des recherches plus récentes ont montré qu'il n'y a pas eu de fraude intentionnelle et, plus récemment, l'avènement de l'épigénétique invite à reconsidérer la compréhension des travaux du biologiste sans que toutefois une certitude puisse être établie.

## Biographie
Juif par sa mère Sofie, originaire de Hongrie[réf. souhaitée], Paul Kammerer est l'un des quatre fils de l'industriel viennois Carl Kammerer. Très vite il fait preuve d'un intérêt extraordinaire pour les animaux, transformant en terrarium le logement familial.
Sorti du lycée en 1899, il mène de front des études de zoologie à l'Université de Vienne et, à partir de 1900, de musicologie au conservatoire de la société des mélomanes auprès de Robert Fuchs, un professeur de musique réputé, lui-même élève de Gustav Mahler et d'Alexandre Zemlinsky. Il fait la connaissance de Bruno Walter.

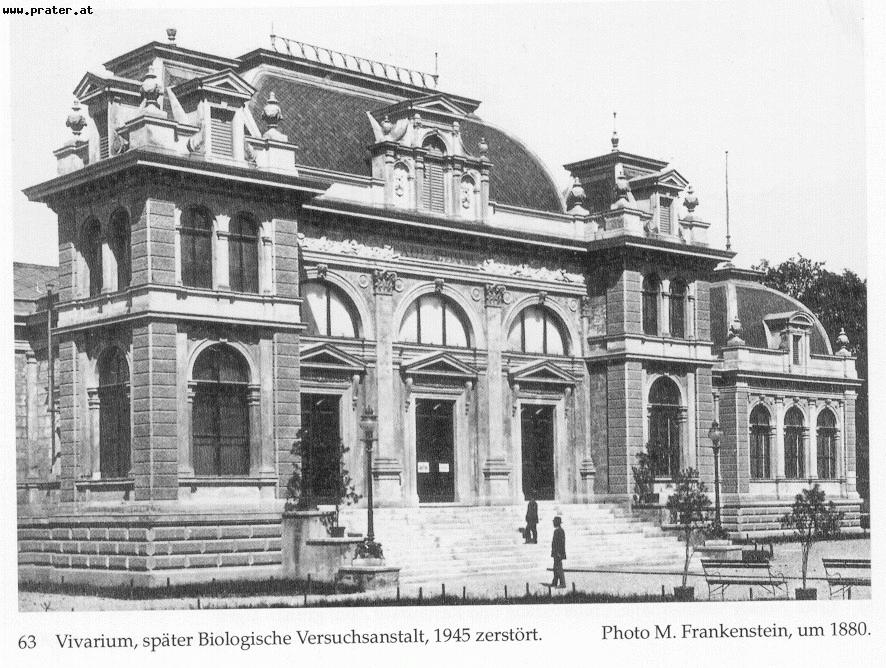
L'ancien vivarium du Prater vers 1880.

En 1902 Kammerer devient l'adjoint de Hans Leo Przibram à l'Institut de biologie expérimentale (ancien « Vivarium ») du Prater viennois où on lui confie le terrarium et l'aquarium. C'est dans cet institut qu'il signera 130 articles, contributions et rapports de recherche.
Fondé par Hans Leo Przibram, Karl Przibram, Leopold von Portheim et Wilhelm Figdor en 1902, la Biologische Versuchsanstalt ouvre en 1903. L'institut s'installe dans un bâtiment érigé à l'occasion de l'exposition universelle de 1873 qui avait été transformé en aquarium et vivarium depuis. Désigné aussi comme « le vivarium du Prater », (pour le distinguer des autres vivarium existant à Vienne), cet organisme, de droit privé, se destine uniquement à la recherche expérimentale. C'est un des centres de recherche en pointe à l'époque, innovant, soucieux de méthodologie et doté d'un très bon équipement. Il accueille en outre beaucoup de chercheurs étrangers. Le 1er janvier 1914, l'Institut est intégré à la Kaiserliche Akademie der Wissenschaften ; les trois fondateurs conservent la direction, non appointée, des trois départements ; Kammerer obtient alors un statut d’Adjunkt, de fonctionnaire, Eugen Steinach et Julius Tandler travailleront aussi au Vivarium. Dans ces installations, les plus modernes de l'époque, il étudia la reproduction des amphibiens et se fit bientôt remarquer par son habileté en zootechnie, à tel point qu'il était le seul à réussir certaines expériences menées sur des grenouilles et à obtenir plusieurs générations de ces batraciens. Ceci lui permit d'effectuer ses premières expériences personnelles sur l'hérédité des caractères acquis.
En 1904 il soutint sa thèse (« promovierte ») de doctorat à l'Université de Vienne et en 1906 il est nommé maître de conférence. Cette même année il se marie avec la baronne Felicitas Maria Theodora de Wiedersperg, fille d'un député du parlement, qui en 1907 donne naissance à une fille qui fut baptisée du nom de Lacerta (« lézard » en latin).
Il fit ensuite divers voyages destinés à enrichir sa documentation photographique et ses collections. De 1906 à 1912, il fut professeur de biologie au Cottage-Lyzeum de Vienne  et passa finalement son doctorat d'État (« habilitierte ») en 1910 à l'Université à Vienne. En 1909, 1911 et 1914 Kammerer fait des voyages d'étude dans les îles adriatiques.
Les travaux sur les salamandres et les crapauds alytes donnent lieu à des publications en 1904, 1907 et 1909. En 1906 il publie un article sur « la maturation d’œufs d'alytes dépourvus de soins paternels dans l'eau ».
En 1909 il reçoit le prix Sommering.
Le 10 juillet 1910 Bateson écrit à Kammerer pour lui demander de lui faire parvenir un crapaud. Le 22 juillet Kammerer lui répond qu'il lui fera parvenir un spécimen dès qu'il sera revenu de ses vacances. Fin septembre 1910 Bateson est à Vienne.
En 1912 le chef du département des reptiles au British Museum, le Pr Boulenger, qui n'a pas réussi à faire se reproduire des crapauds alytes terrestres dans l'eau émet des doutes sur les résultats des travaux de Kammerer.
En 1913 commence une polémique entre Kammerer et Erwin Baur au sujet de photographies de salamandres.
Pendant la Première Guerre mondiale, Kammerer, qui est exempté du service actif, est mobilisé dans le service de censure aux armées. Il maintient son engagement pacifiste. Il ne compte pas parmi les signataires du Manifeste des 93.
En pleine guerre Boulenger fait paraître un article en anglais hostile à Kammerer.
En 1919 Kammerer, qui n'a rien publié, et pour cause, pendant la guerre, publie son étude la plus détaillée sur le crapaud accoucheur dans une prestigieuse revue allemande. En mai 1919 le Pr MacBride signale cet article dans un courrier publié dans Nature. Dans cette même revue, Bateson réplique en juillet : « Même si nous avions sous les yeux un mâle alyte pourvu de rugosités, resterait la question de l'interprétation. » À l'été 1920, Kammerer envoie des photographies de coupes microscopiques de rugosités nuptiales à Bateson. Ce dernier écrit à Przibram qu'il ne peut s'en faire aucune opinion.
En 1920 Kammerer entreprend avec Eugen Steinach des expériences dans le cadre d'un projet appelé Klima und Mannbarkeit. En 1921, dans Hormones and Heredity, J.T. Cunningham développe une explication semblable à celle avancée par Steinach et Kammerer.
En 1923 Kammerer entreprit des voyages dans le monde entier pour faire connaître ses travaux. Ces derniers lui procurèrent une notoriété telle qu'on put le considérer un temps comme le biologiste le plus célèbre du monde.
Le 30 avril 1923 Kammerer donne une conférence à Cambridge lors d'un voyage organisé par la Société d'Histoire Naturelle de Cambridge. Cette conférence donnée devant un public composé majoritairement d'étudiants donne lieu à une publication dans le journal Nature. Un reporter du Daily Express, qui n'avait pas assisté à la conférence, mais qui avait recueilli des propos à son issue, fait paraître le lendemain, à la une du journal, un article  sous le titre « Race of Supermen - Scientist's Great Discovery Which May Change Us All » ; la presse américaine s'en fait l'écho les jours suivants. Le 10 mai, Kammerer expose son travail devant la société Linnéenne de Londres. Bateson cette fois-ci est présent. L'exposé et la discussion qui s'ensuivit ne furent retranscrits que sous la forme d'un résumé. Le 11 mai, le lendemain de la conférence à la Société Linnéenne, Kammerer quitte l’Angleterre, comme il l'avait programmé, en direction des États-Unis. C'est pendant la traversée, soit le 12 mai, que paraît dans Nature le texte intégral de la conférence de Cambridge. Le 16 mai, dans un courrier publié dans Nature, Bateson compare les clichés de Kammerer aux photos prétendument produites par les spirites. En août 1923 la revue Nature publie un courrier de Kammerer ; Bateson y répond aussitôt par un courrier également publié par Nature : il demande de nouveau à l'institut de lui prêter un spécimen en s'engageant cette fois à prendre en charge les frais d'envoi ; Przibram refuse tout envoi mais invite Bateson à se déplacer à Vienne.
À l'automne 1923 Kammerer entame une  tournée de conférences à travers les États-Unis. Ces conférences, organisées par Europart, ont pour but de faire connaître ses travaux mais aussi de lever des fonds. Il est invité par des universités prestigieuses comme Yale, ou Johns Hopkins ; les scientifiques actifs dans ce champ de recherche s'en tiennent toutefois à l'écart. Cette tournée est si réussie qu'une deuxième est de nouveau entreprise en 1924. Koestler fait état d'autres conférences, toujours payantes, sur le continent européen. Dans la presse ces conférences sont largement relayées en des termes excessivement élogieux - Le New York Times le présente comme « le nouveau Darwin » -. La popularité de Kammerer incite une maison d'édition new-yorkaise à publier The Inheritance of Acquired Characteristics, qui ne paraitra en allemand qu'un an plus tard en 1925.
En 1925 Kammerer démissionne du Vivarium, comptant alors financièrement sur ses activités de conférencier et de journaliste. On ignore si cette démission fut volontaire ou suggérée par Przibram.
En 1926 il fut nommé à l'Académie communiste des sciences de Moscou où il devait construire un institut de biologie expérimentale. Sa découverte l'avait rendu célèbre, mais le doute s'était installé en même temps chez les spécialistes. Le débat se raviva entre les théories de Lamarck et de Charles Darwin. Finalement, l'un de ses adversaires anglais, le zoologiste américain Gladwyn Kingsley Noble, chargé de la section des reptiles à l’American Museum of Natural History, fait le voyage de Vienne. Le jeudi 4 février, en présence du Pr Hans Leo Przibram, mais surtout du jeune Paul Weiss qui a pris la suite de Kammerer d'ailleurs absent à ce moment-là, il examine la dernière préparation qui existait encore du crapaud accoucheur, celle dont Kammerer s'était servi comme preuve et qui avait traversé la guerre sans dommages. Les points des callosités s'étaient révélés être de l'encre noire injectée sous la peau, ce qui ne pouvait être que l'œuvre de Kammerer ou de l'un de ses collaborateurs. Noble quitte Vienne le 8 février.
Le 7 août 1926 dans la revue anglaise Nature, Noble rapporte avoir établi l'inexistence des callosités, en ajoutant qu'il doutait même qu'elles aient jamais existé (a matter of conjecture). C'était une déclaration implicite de fraude (un autre article de Noble paraît dans Nature le 9 octobre 1926). Cet article, qui paraît accompagné d'un article de Przibram, fait l'effet d'une bombe dans le monde scientifique. Kammerer pourtant n'y répond pas, laissant ce soin à d'autres (le 21 août un courrier de Ernest William MacBride est publié par Nature). Il continue ses conférences. Il faut dire que la contrefaçon s'avérait si grossière et évidente que l'on se demanda très vite comment elle avait pu échapper d'abord à l'examen minutieux de douzaines de savants pendant des années. Jusqu'à maintenant on n'a pas pu répondre à cette question : Kammerer était-il vraiment un falsificateur ou fut-il victime d'un complot dû à la jalousie de ses collègues ?
Le 22 septembre 1926 Kammerer écrivit à l'Académie de Moscou une lettre dans laquelle il démissionnait de son poste et assurait en même temps n'avoir rien à voir avec les contrefaçons, ni avec le crapaud accoucheur qui restait ni avec la salamandre sur laquelle on avait également trouvé des traces d'encre. La lettre se terminait ainsi : « Je me vois hors d'état de supporter cette faillite du travail de ma vie et, je l'espère, j'aurai le courage et la force de mettre demain un terme à ma vie gâchée. »,
Après quoi Kammerer se rendit à Puchberg am Schneeberg, une région touristique près de Vienne et passa la nuit à l'hôtel Zur Rose. Le matin suivant, il prit le chemin de Himberg et, arrivé à Theresienfelsen, il se suicide,. 
En octobre 1926 la revue Nature publie un courrier dans lequel le  Pr Hans Przibram prie la revue de bien vouloir publier une lettre où Kammerer proteste de son innocence. En novembre 1926 la revue Science publie une lettre que Kammerer avait écrite la veille de son suicide.
À Vienne une rue prend le nom de Kammerergasse en 1930 en souvenir de Paul Kammerer.

## Sa vie sociale

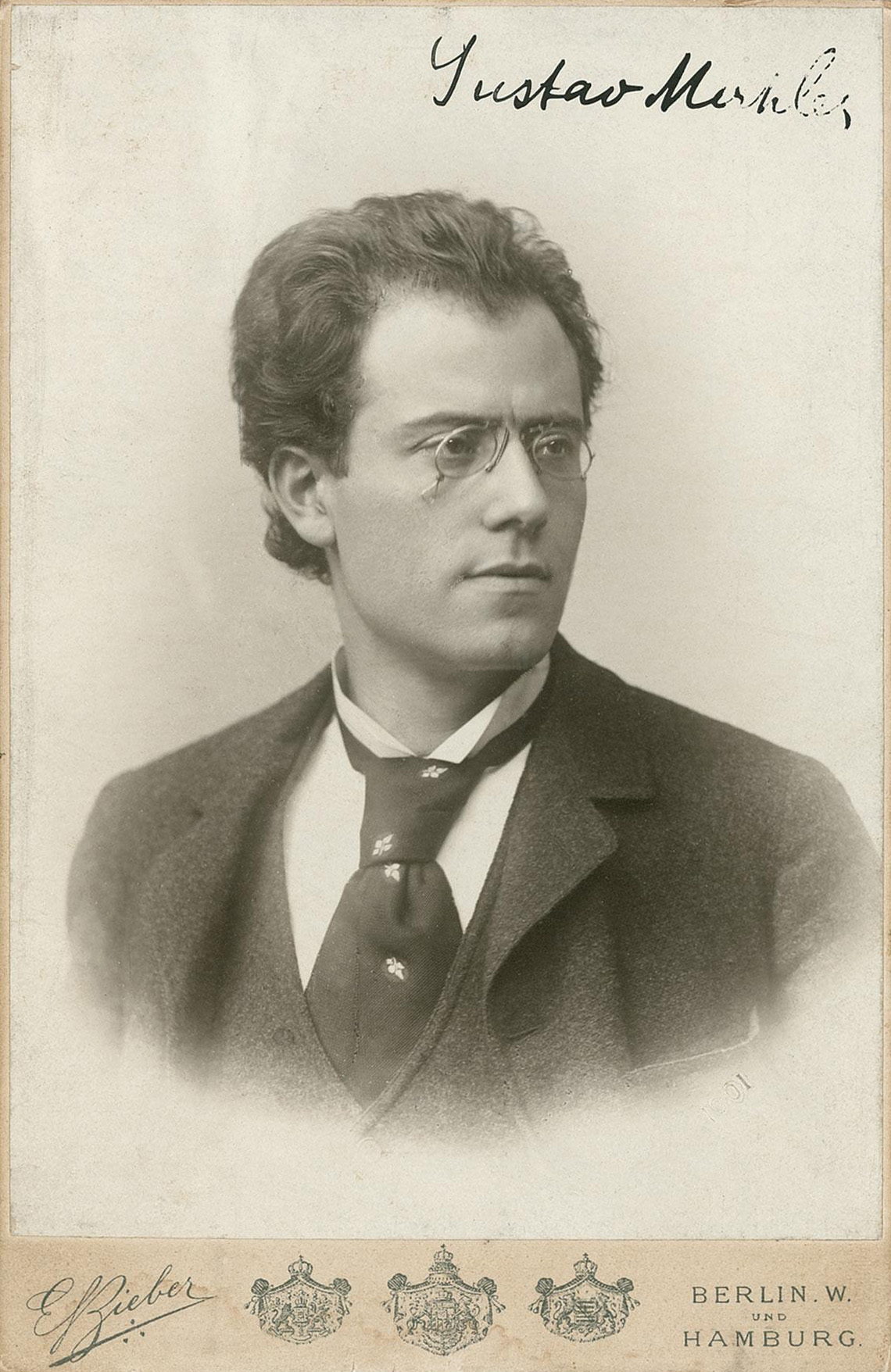
Gustav Mahler (1860-1911) en 1893.

Kammerer fréquentait la haute société viennoise. Franc-maçon, il était lié à de nombreux artistes et avait un réseau de relations cosmopolite et éclectique où l'on trouvait le chef d'orchestre Bruno Walter, le sociologue Rudolf Goldscheid, les compositeurs Alban Berg et Franz Schreker, le philosophe Ludwig Erik Tesar ainsi qu'Albert Einstein. Il eut des liaisons fameuses avec la danseuse Grete Wiesenthal, la femme-peintre Anna Walt (qui fit son portrait en 1924 et avec laquelle il se maria) et Alma Mahler.
Kammerer entretenait des liens d'amitiés avec Hugo Iltis, généticien et biographe de Mendel.
La description suivante de Kammerer nous est donnée par le biologiste Richard Goldschmidt : « Il avait une manière de parler brillante bien qu'un peu théâtrale. En outre, il était bel homme et s'habillait avec élégance, c'est pourquoi il impressionnait beaucoup avec sa sombre crinière d'artiste et la finesse de ses traits. »
Il jouait du piano à la perfection, écrivait des critiques musicales et composait lui-même des lieder qui furent publiées par N. Simrock, un éditeur musical renommé. Il était un fervent admirateur du musicien Gustav Mahler dont la mort en 1911 le bouleversa à un point tel, qu'il écrivit le 31 octobre à sa veuve, Alma Mahler : « Il est incompréhensible qu'on puisse aimer à ce point quelqu'un sans que le sexe y prenne part, sans lien de parenté et, à vrai dire, sans même des relations amicales concrétisées comme j'ai pu aimer Mahler. Car il ne s'agissait pas seulement de vénération, d'enthousiasme pour l'art et pour la personne, c'était de l'amour! ».[réf. nécessaire]

## Sa relation avec Alma Mahler
Alma Mahler, à qui il dédia par la suite un petit livre intitulé De l'acquisition et de l'hérédité du talent musical, appartenait selon lui au « type rare de la Viennoise géniale ». Il poussait son adulation envers elle jusqu'à l'excès et menaça plus d'une fois de se tuer sur la tombe de Gustav Mahler, si elle ne devait pas répondre à son amour. Il écrivait à son sujet : « Quand je suis avec elle, il s'assemble de l'énergie potentielle qui se libère ensuite comme de l'énergie cinétique. Il y a des gens avec qui je suis chaque jour et dont l'effet est tout contraire : c'est l'énergie potentielle qui se dégrade, et par la suite, si j'en ai besoin, il y a trop peu d'énergie cinétique. » Alma décrit ainsi l'adulation de Paul Kammerer : « Si je me levais d'un fauteuil, il s'agenouillait puis il reniflait et caressait l'endroit du fauteuil sur laquelle je m'étais assise. Peu lui importait que des étrangers fussent présents ou non. Rien n'arrivait à le retenir de telles extravagances, qui abondaient chez lui ».
En novembre 1911, il proposa à Alma Mahler de devenir son assistante, et pendant un certain temps elle travailla pour lui à la réalisation d'expérimentations animales au Prater viennois. Elle s'en souviendra plus tard en ces termes :
« … il me fit travailler sur un essai de mnémotechnie avec des mantes religieuses. Il voulait vérifier si ces animaux perdent leur mémoire après leur mue ou si cette dernière ne concerne que les tissus superficiels. Dans ce but, ma tâche consistait à leur inculquer une habitude, une entreprise qui échoua car il s'avéra impossible d'apprendre quoi que ce soit à ces bestioles : je devais les faire manger dans la partie sombre de leur cage qui se trouve en bas, alors que normalement elles mangent toujours dans la partie supérieure et en pleine lumière. Mais elles ne voulurent pas renoncer à leur bonne habitude pour les beaux yeux de Kammerer. » Alma devait nourrir les mantes avec des vers de farine « et j'étais assez dégoûtée devant cette grande caisse grouillante de vers. Lui  s'en rendait compte, en prenait une poignée et la mangeait à pleine bouche en faisant de grands bruits ».
Alma Mahler rappela plus tard qu'il pouvait survenir des irrégularités dans les expériences de Kammerer au laboratoire du Prater : « Il souhaitait si ardemment aboutir à des résultats qu'il pouvait inconsciemment s'écarter de la vérité. ».
La liaison de Kammerer avec Alma Mahler prend fin au printemps 1912. C'est après sa liaison avec Alma Mahler qu'il se lie avec Anna Walt.

## Les travaux de Paul Kammerer
Depuis les travaux d'August Weismann et notamment son expérience montrant la non-transmission des mutilations d'une génération à l'autre, 
La théorie dite de l’hérédité des caractères acquis était largement considérée comme invalidée.
Dans la Vienne fin de siècle (1890–1914), caractérisée par une vie intellectuelle vive et variée, le néo-lamarckisme, affirmant la transmission aux descendants des caractères acquis, était partagé et promu par de nombreux scientifiques viennois de haut rang, comme  Karl Ewald Konstantin Hering (1834–1918), Richard Semon (1859–1918), et Sigmund Exner (1846–1926). L'Allemagne est marquée par un regain puissant du Lamarckisme marqué par les travaux expérimentaux de Max Standfuss (en), d'E. Fischer, d'Hans Przibram, et de Paul Kammerer.
Les disciples de Haeckel que sont Richard Semon, Ludwig Plate et Paul Kammerer, doivent se positionner par rapport aux lois de Mendel redécouvertes en 1900 (Plate se désignait lui et ces deux autres chercheurs comme Altdarwinisten, darwinistes de la vieille école ; les disciples de Weisman étant appelés Neudarwinisten). La fin de carrière de Kammerer aura lieu pendant cet espace temps particulier qui a pu être appelé Vienne la rouge.
En 1923 Ivan Pavlov fait état de la transmission d'un comportement acquis à la descendance de souris soumises à des réflexes conditionnés. Exposées lors d'une conférence aux États-Unis, ces expériences seront publiées en 1924.
L'accusation de fraude portée par Noble et le suicide subséquent de Kammerer, ont dès 1926 et durablement, été présentés comme une disqualification définitive du Lamarckisme. Néanmoins, peu de Lamarckiens de l'époque, au demeurant d'approches très diverses, considéraient Kammerer comme leur héraut. Gliboff avance que ce sont plutôt les tenants d'une voie médiane, promoteurs d'une synthèse entre Darwin et Lamarck, qui auraient été alors affectés. Cependant l'affaire Kammerer, si elle n'a pas arrêté toutes les expérimentations portant sur la transmission des caractères acquis, en a considérablement réduit le nombre.

### Ses travaux sur l'hérédité des caractères acquis
Devenu un biologiste réputé Kammerer entreprit une série d'expériences utilisant  « la reproduction planifiée » et fondées sur des modifications artificielles de l'environnement des amphibiens.
Un grand nombre d'expérimentations porta sur deux espèces de salamandres, la salamandre noire  (Salamandra atra), et la salamandre tachetée (Salamandra maculosa selon l'ancienne dénomination). Dans une première série d'expériences, en faisant incuber les œufs de l'une des espèces dans l'environnement de l'autre, il parvint à faire apparaître dans une espèce certaines caractéristiques de développement de l'autre. Par la suite, il fit se reproduire des salamandres tachetées de noir et de jaune alternativement sur un terrain jaune et un terrain noir : à chaque fois la coloration de ses taches augmentait ou diminuait conformément à la couleur du fond, et cette coloration se transmettait aux descendants.[réf. nécessaire]
D'autres observations furent faites sur le protée anguillard aveugle (Proteus anguinus), un animal cavernicole vivant habituellement dans l'obscurité qui possède des yeux rudimentaires et non fonctionnels enfouis sous la peau. Kammerer constata que chez le protée élevé à la lumière du jour, des taches pigmentées apparaissaient sur la zone située en surface des ébauches d'organes visuels mais ne permettaient pas une fonction visuelle. Sous la lumière rouge en revanche les yeux se développaient pour devenir fonctionnels. Là encore ces nouvelles caractéristiques étaient transmises aux générations suivantes.[réf. nécessaire]

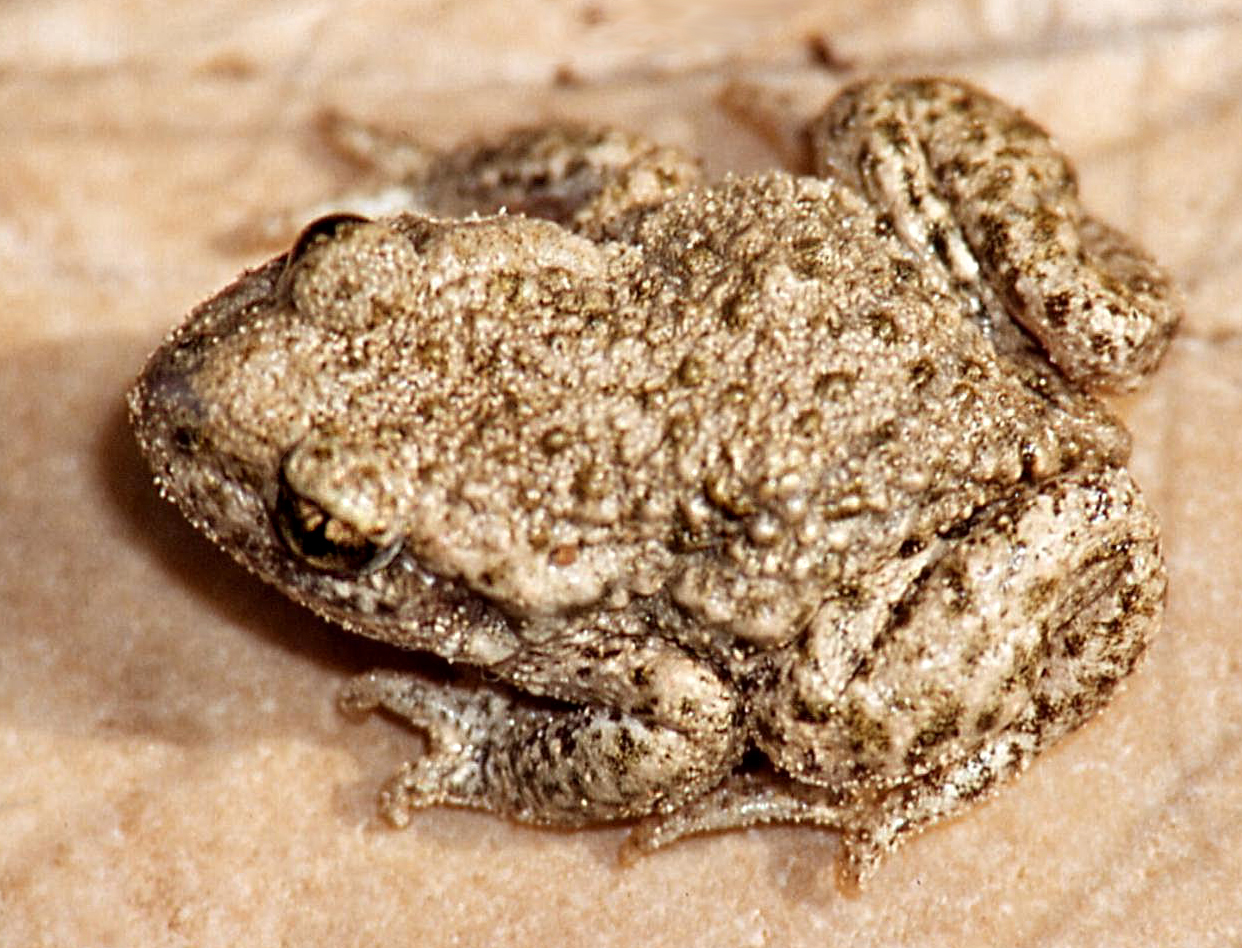
Le crapaud accoucheur, animal d'expérience de Paul Kammerer

Mais ses expériences les plus célèbres sont celles qui portèrent sur les crapauds accoucheurs. En 1909, il rapporte la transmission à la quatrième génération de callosités acquise par des crapauds accoucheurs. Exposés à la chaleur, ces animaux qui s'accouplent normalement sur la terre ferme, préfèrent aller copuler dans l'eau fraîche. Pour ne pas déraper dans l'eau sur la femelle devenue glissante, les mâles doivent développer des callosités de rut ou d'agrippement encore appelées coussinets nuptiaux. Dans la succession des expériences que faisait Kammerer, ces coussinets se transmettaient héréditairement à leurs descendants. C'est ainsi qu'il réussit à obtenir six générations de crapauds accoucheurs chez lesquels les callosités de rut s'étaient transmises avant que la lignée ne disparût. Enthousiasmé par cette découverte, Kammerer alla jusqu'à embrasser un crapaud, ce qui lui valut le surnom de « Krötenküsser », l'embrasseur de crapauds.
Fort de ces résultats, Kammerer pensa avoir démontré que certains organismes vivants ayant acquis durant leur existence des propriétés nouvelles mieux adaptées à leurs conditions de vie, étaient capables de les transmettre à leurs descendants. La théorie de Darwin fondée sur le principe de la sélection naturelle par le hasard dans l'évolution ne représentait donc plus une vérité absolue : il fallait admettre aussi une part de vérité dans l'hypothèse de son prédécesseur Lamarck, selon laquelle les espèces se développent en suivant le principe d'une transformation systématique et logique.

#### Interprétation darwinienne
Dans son essai La tentation lamarckienne inclus dans le recueil Le pouce du panda, Stephen Jay Gould ne doute pas de la réussite de l'expérience du crapaud accoucheur mais l'interprète dans le cadre de la théorie darwinienne. Il pointe l'apparition spontanée de coussinets nuptiaux rudimentaires chez certains individus anormaux comme une preuve que les ancêtres du crapaud accoucheur s'accouplaient dans l'eau et possédaient de tels coussinets. Lorsque les crapauds accoucheurs actuels, s'accouplant habituellement sur la terre ferme, ont été obligés par Kammerer à s'accoupler dans l'eau, il y eut peu de descendants et la pression sélective fut forte en faveur des gènes d'adaptation à la vie aquatique. Ceux-ci, normalement dispersés dans la population terrestre, se sont regroupés lors des générations soumises à l'expérience, jusqu'à provoquer l'apparition des coussinets.
En 1949 Richard Goldschmidt, qui dirigea en 1914 le département de génétique du Kaiser-Wilhelm-Institut für Biologe de Berlin, dit son opinion de l'affaire : il pense que  Kammerer, qu'il considère plus comme un brillant aquariophile qu'un véritable savant, n'a pas intentionnellement fraudé, mais qu'obsédé par la nécessité de prouver ses hypothèses, s'est laissé aller, sans s'en apercevoir, à une série de manipulations résultant en une fraude manifeste.
En 2009 Vargas, rappelant que Koestler, Gould et S. Gliboff, tenaient les résultats d'expérience comme non truqués (en contestant seulement l'interprétation), se demande si Kammerer ne devrait pas être considéré comme un pionnier en épigénétique. Des éditoriaux de Journal of Experimental Zoology et de Science  relayent positivement l'article de Vargas. Cette interprétation est toutefois contestée en 2010 par Sander Gliboff (en) lui-même qui reproche à Vargas de ne pas s'être reporté aux articles originaux de Kammerer. En août 2010 un éditorial de Gérald Weissmann, s'appuyant notamment sur Wagner, prend le contrepied de ces tentatives de réhabilitation. En 1975 Aronson contestait déjà les conclusions de Koestler.

### Ses travaux sur la loi des séries
En 1919 Kammerer publiait Das Gesetz der Serie. Eine Lehre von den Wiederholungen im Lebens- und Weltgeschehen (La loi des séries. Ce que nous enseignent les répétitions dans les évènements de la vie et du monde) dont le titre a été depuis adopté par le langage courant. Il y développait le principe de la sérialité, indépendante de la causalité et fondée sur l'observation de coïncidences étonnantes survenues au cours de plusieurs années.  Ces observations provenaient de son expérience personnelle (un grand nombre étaient appuyées par des chiffres), de ce qui était arrivé à des amis ou de ce qu'il avait lu dans les journaux.
La série y est définie comme suit : « La récurrence régulière de faits ou d'évènements identiques ou semblables, récurrence ou assemblage dans le temps ou dans l'espace telle que les membres individuels de la séquence - autant que l'analyse sérieuse permette d'en juger - ne sont pas reliés par la même cause active. » Arthur Koestler, biographe de Kammerer, parlera plus tard de « hasards signifiants ». Kammerer voulait établir par là qu'une loi universelle de la nature se manifeste dans de ce que nous appelons « hasards », et qu'elle agit indépendamment des principes de causalité physique que nous connaissons.
À l'appui de ses démonstrations, Kammerer produisait une collection de coïncidences dont voici quelques exemples :

« 

- Le 18 septembre 1916, ma femme, attendant son tour dans la salle d'attente du docteur J.V.H. parcourt la revue Die Kunst : elle est impressionnée par les reproductions des tableaux d'un peintre nommé Schwalbach, et se dit qu'elle doit se rappeler ce nom parce qu'elle aimerait voir les originaux. À ce moment la porte s'ouvre, et la réceptionniste appelle : "On demande Mme Schwalbach au téléphone."
- Le 23 juillet 1915, j'ai l'expérience de la série progressive suivante :
  - ma femme lit les aventures de "Mme de Rohan", personnage d'un roman de Hermann Bang, intitulé Michael; dans le tramway elle voit un homme qui ressemble à son ami, le prince Joseph Rohan; le soir le prince Rohan vient nous voir à l'improviste.
  - Dans le tram elle entend quelqu'un demander au pseudo-Rohan s'il connaît le village de Weissenbach-Sur-Attersee, et si ce serait un endroit agréable pour les vacances. En descendant du tram elle entre dans une charcuterie du Naschmarkt, où le vendeur lui demande si par hasard elle connaît Weissenbach-Sur-Attersee : il doit y expédier un colis et n'est pas sûr de l'adresse.

- Le 17 mai 1917, nous étions invités chez les Schreker. Sur notre chemin j'achète à ma femme dans une confiserie devant la gare de Hütteldorf-Hacking des bonbons au chocolat. - Schreker nous joue son nouvel opéra Die Gezeichneten dont le rôle féminin principal porte le nom de CARLOTTA. Revenus à la maison, nous vidons le petit sac contenant les bonbons; l'un d'eux portait l'inscription CARLOTTA. »

Ces nombres, ces noms et ces situations qui revenaient indépendamment et correspondaient entre eux, il les qualifiait de processus cycliques d'un ordre et d'une puissance différentes et il ébaucha une terminologie propre pour la classification des séries. Il appelait série du second ordre une série dans laquelle le même type de coïncidences s'est produit deux fois successivement comme dans l'exemple suivant : « le 4 novembre 1910, son beau-frère alla au concert où il eut le fauteuil no 9 et le ticket de vestiaire no 9; le lendemain à un autre concert le même beau-frère eut le fauteuil no 21 et le ticket no 21. »
En conclusion de son livre, Kammerer écrivait :

« Nous avons établi que la somme des faits exclut tout « hasard » ou fait si bien du hasard  une règle que cette notion même semble disparaître. En cela nous arrivons au cœur de notre pensée : en même temps que la causalité, un principe acausal agit dans l'univers. Ce principe influe sélectivement sur la forme et sur la fonction pour joindre dans l'espace et dans le temps les configurations apparentées; et cela dépend de la parenté et de la ressemblance. »

La théorie de la sérialité est fondamentale dans l'histoire de la parapsychologie puisqu'elle préfigure l'idée de synchronicité chez C.G. Jung et Wolfgang Pauli. Cette idée avait d'ailleurs été émise une première fois par Camille Flammarion. Dans son livre Synchronizität, Akausalität und Okkultismus (Synchronicité, Acausalité et Occultisme), Jung se réfère abondamment au travail de Kammerer. Einstein lui aussi se prononce positivement en qualifiant ce travail d'« original et nullement absurde » et Sigmund Freud dans son livre Das Unheimliche nous dit ceci sur Kammerer : « un naturaliste (Paul Kammerer) a entrepris récemment de subordonner les faits à certaines lois de manière telle que l'impression d'étrangeté devrait disparaître. Je n'ose pas décider s'il y a réussi ou non. »

## Œuvres

### Œuvres scientifiques
- Ueber die Reflexion und Brechung des Lichtes an inactiven durchsichtigen Krystallplatten, Inaugural-Dissertation, E. Nägele, 1904.
- Beweise für die Vererbung erworbener Eigenschaften durch planmässige Züchtung , 1910
- Tschudi's Eingriffe in zwei Bilder des Rubens: eine Kritik, München, 1910.
- Ursprung der Geschlechtsunterschiede, Urban & Schwarzenberg, 1912.
- Genossenschaften von Lebewesen auf Grund gegenseitiger Vorteile (Symbiose) , 1913
- Adaptation and inheritance in the light of modern experimental investigation, 1913
- Das Terrarium und Insektarium, 1913
- Bestimmung und Vererbung des Geschlechtes bei Pflanze, Tier und Mensch 1913
- Allgemeine Biologie, 1915 (réédité en 1925)
- Naturforscherreisen zu den Felseneilanden Dalmatiens, 1917
- Geschlechtsbestimmung und Geschlechtsverwandlung, 1918 (réédité en 1921)
- Steinachs Forschungen über Entwicklung, Beherrschung und Wandlung der Pubertät, Berl. 1919.
- Das Gesetz der Serie, 1919 (la loi des séries)(réédité en 2008)
- Das biologische Zeitalter, 1920 (réédité en 1923)
- Über Verjüngung und Verlängerung des persönlichen Lebens, 1921
- Breeding experiments on the inheritance of acquired characters (12 mai 1923, article dans Nature)
- coauteur Eugen Steinach, Rejuvenation and the prolongation of human efficiency: experiences with the Steinach-operation on man and animals, 1923
- The Inheritence of Acquired Characteristics, Liveright Publishers, New York, 1924,(version anglaise du manuscrit original allemand publié un an plus tard)
- Neuvererbung oder Vererbung erworbener Eigenschaften. Erbliche Belastung oder erbliche Entlastung, Stuttgart-Heilbronn, 1925
- Lebensweise der Eidechsen auf kleinsten Inseln, 1925
- Das Rätsel der Vererbung - Grundlagen der allgemeinen Vererbungslehre, 1925
- Der Artenwandel auf Inseln und seine Ursachen, ermittelt durch Vergleich u. Versuch an den Eidechsen d. dalmatin. Eilande, 1926
- Geschlecht, Fortpflanzung, Fruchtbarkeit, texte posthume de 1927 (réédité en 2007 chez  VDM Verlag Dr. Müller)

Kammerer publia ses travaux scientifiques surtout dans la revue Archiv. fur Entwicklungsmechanik (crée en 1894 par Wilhelm Roux). Parmi ces publications il faut signaler :
- Kammerer, Paul, 1910, Die Wirkung äußerer Lebensbedingungen auf die organische Variation im Lichte der experimentellen Morphologie. Archiv

für Entwicklungsmechanik, 30, 1. Teil, Festschrift für W. ROUX. S. 379 -408.
- Kammerer, Paul, 1910, Neuere eigene Zucht-und Transplantationsversuche über Vererbung somatogener Eigenschaften. Sitzungsberichte der Gesellschaft naturforschender Freunde zu Berlin. 13. Dzember 1910. Nr. 10. S. 435 / 436.
- Kammerer, Paul, Vererbung erzwungener FarbverÄnderungen, Archiv für Entwicklungsmechanik der Organismen 22. April 1913, Volume 36, Issue 1-2, pp. 4-193

En 1912-1913 il publia en anglais pour la Smithsonian Institution : Kammerer, Paul. Adaptation and inheritance in the light of modern experimental investigation. pp. 421-441. 1913.

### Autres textes
- Paul Kammerer, Franz Evers, Max Garr, Nicolaus Lenau, Stephan Millenkovich, Helen Nahowska, Gustav Przibram, Theodor Storm, Ludwig Uhland, Acht Gesänge für eine Singstimme mit Beleitung des Pianoforte., N. Simrock, 1906.
- Sind wir Sklaven der Vergangenheit oder Werkmeister der Zukunft?, In: Schriftenreihe des Monistenbundes. Nr. 3, Wien 1913 (réédité en 1921)
- Über Werbung und Vererbung der musikalischen Talents, Theodor Thomas Leipzig, 1912,
- Die Bedeutung der Vererbung erworbener Eigenschaften für Erziehung und Unterricht, 1914
- Einzeltod, Völkertod, biologische Unsterblichkeit und andere Mahnworte aus schwerer Zeit, Wien, Anzengruber-Verlag Brüder Suschitzky, 1918
- Menschheitswende - Wanderungen im Grenzgebiet von Politik und Wissenschaft, Verl. Der Friede, 1919
- Lebensbeherrschung : Grundsteinlegung zur organischen Technik, 1919
- Tod und Unsterblichkeit, E.H.Moritz, 1923
- Neuvererbung oder Vererbung erworbener Eigenschaften (1925)

Kammerer publie dans diverses revues comme dans Urania

## Film
- La Salamandre (Salamandra) est un film germano-soviétique de 1928 de Grigori Roshal, produit grâce au soutien du commissaire au peuple Anatoli Lounatcharski. Ce dernier y apparaît lui-même en tant qu'acteur, de même que sa femme qui tient le rôle féminin principal. Le film se termine avec l'arrivée triomphale de Kammerer en Union soviétique[60].

## Liens contextuels
- Charles Darwin
- Lamarck
- Transmission des caractères acquis
- Alma Mahler
- Carl Gustav Jung
- Arthur Koestler
- Bruno Walter
- Alexandre Zemlinsky
- Peter Bowler auteur de The Eclipse of Darwinism: Anti-Darwinian Evolution Theories in the Decades Around 1900

(Johns Hopkins University Press, 1983)
- Max Standfuss (en)  étudia notamment l'effet de la température sur le développement des papillons.
- Erwin Baur qui polémiqua avec Kammerer
- Gène soumis à empreinte
- Atavisme

### Bases de données et dictionnaires
- Ressources relatives à la recherche :   - Biodiversity Heritage Library
  - Dimensions
- Notices dans des dictionnaires ou encyclopédies généralistes :   - Britannica
  - Deutsche Biographie
  - Enciclopedia italiana
  - Nationalencyklopedin
  - Österreichisches Biographisches Lexikon 1815–1950
- Notices d'autorité :   - VIAF
  - ISNI
  - BnF (données)
  - IdRef
  - LCCN
  - GND
  - Italie
  - Japon
  - CiNii
  - Pays-Bas
  - Israël
  - NUKAT
  - Norvège
  - Tchéquie
  - Portugal
  - Grèce
  - WorldCat